# Arbrissel
Arbrissel (bret. Ervrezhell) – miejscowość i gmina we Francji, w regionie Bretania, w departamencie Ille-et-Vilaine.
Według danych na rok 1990 gminę zamieszkiwały 223 osoby, a gęstość zaludnienia wynosiła 48 osób/km² (wśród 1269 gmin Bretanii Arbrissel plasuje się na 982. miejscu pod względem liczby ludności, natomiast pod względem powierzchni na miejscu 1031.).